# Церковь Святого Архистратига Михаила (Нижнев)
Церковь Святого Архистратига Михаила (укр. Святого Архістратига Михаїла) — церквовь в селе Нижнев, Ивано-Франковского района на Прикарпатье. Памятка архитектуры местного значения.

## История
Первое упоминание о парафиях в городе (сейчас село) Нижнев относится к второй половине XVI века. Построена 1755 года. Проведена реконструкция в 1850-тые и в 2010-тые.

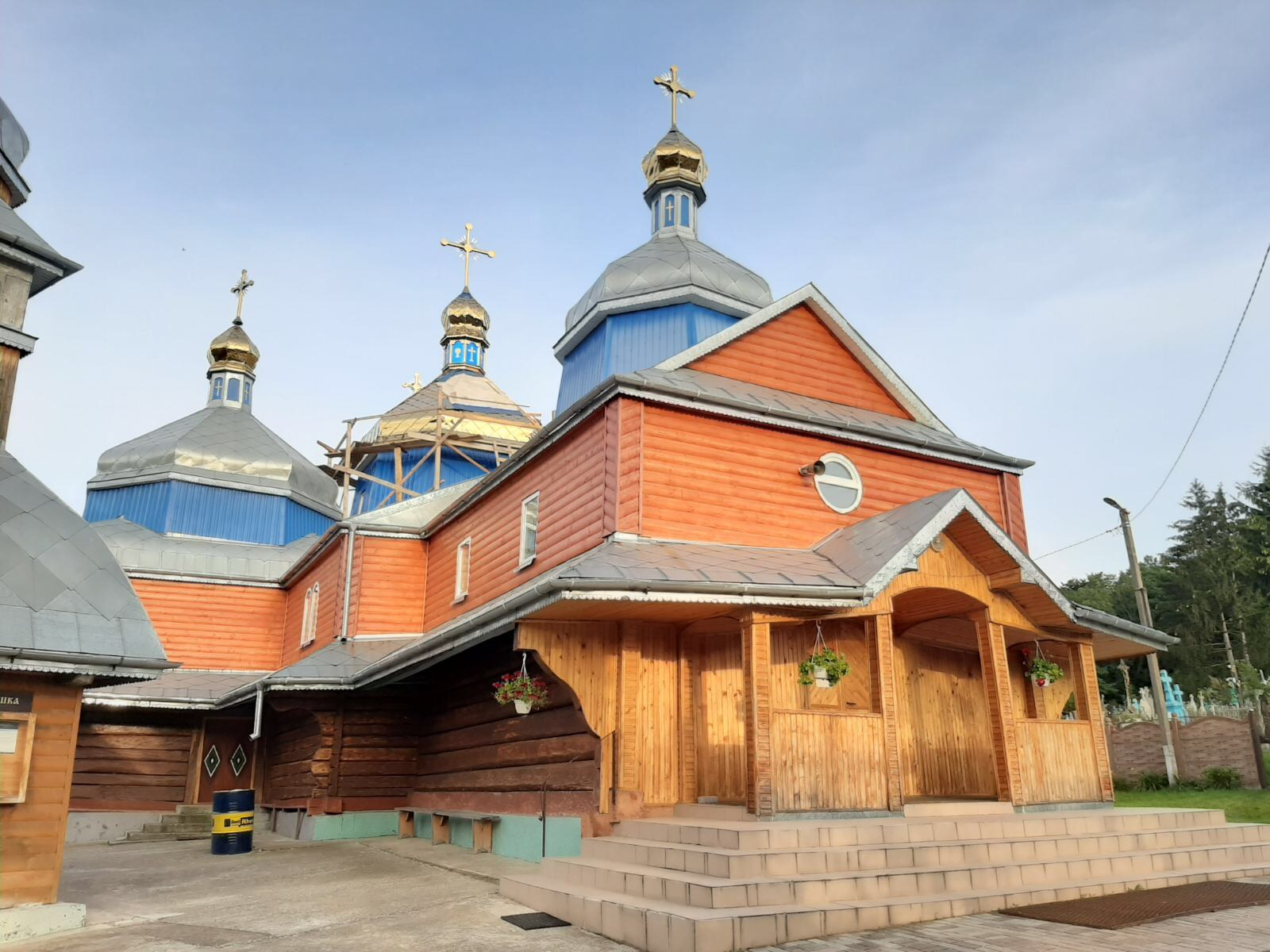
Современный вид церкви святого Архистратига Михаила после реконструкции 2010 г

Построена на деньги Антона Яблоновского. В 1886 году перестроена.
23 ноября 2014 года епископ Коломыйский Василий (Ивасюк) посетил храм с визитацией. Внесена в список памяток местного значения 513/1.Настоятель отец Андрей Семянчук.
Настоятелямы были: 
Богдан Шкурган до 2012
Руслан Пасечный

## Захоронения
- Владимир Скоробогатый приходской священник